# ان‌جی‌سی ۷۱۴۲
ان‌جی‌سی ۷۱۴۲ (انگلیسی: NGC 7142) یک خوشه باز در فاصله حدود ۶۲۰۰ سال نوری در صورت فلکی قیفاووس است.